# Anna Petrovna af Rusland
Anna Petrovna af Rusland (russisk: Анна Петровна) (27. januar 1708 – 4. marts 1728) var en russisk storfyrstinde, der var den ældste overlevende datter af Peter den Store af Rusland og Katarina 1. af Rusland. Hun blev gift med hertug Carl Frederik af Holsten-Gottorp i 1725. Hun var mor til kejser Peter 3. af Rusland.